# Caja Rural-Seguros RGA/Saison 2015
Diese Liste beschreibt die Mannschaft und die Erfolge des Radsportteams Caja Rural-Seguros RGA in der Saison 2015.

## Saison 2015

### Erfolge in der UCI America Tour
Bei den Rennen der UCI America  Tour im Jahr 2015 gelangen dem Team nachstehende Erfolge.
| Datum        | Rennen                       | Kat. | Fahrer         |
| ------------ | ---------------------------- | ---- | -------------- |
| 07. Juni     | Philly Cycling Classic       | 1.2  | Carlos Barbero |
| 10. Juni     | 1. Etappe Tour de Beauce     | 2.2  | Carlos Barbero |
| 11. Juni     | 2. Etappe Tour de Beauce     | 2.2  | Amets Txurruka |
| 13. Juni     | 4. Etappe Tour de Beauce     | 2.2  | Carlos Barbero |
| 10.–14. Juni | Gesamtwertung Tour de Beauce | 2.2  | Pello Bilbao   |

### Erfolge in der UCI Europe Tour
Bei den Rennen der UCI Europe Tour im Jahr 2015 gelangen dem Team nachstehende Erfolge.
| Datum       | Rennen                                    | Kat. | Fahrer         |
| ----------- | ----------------------------------------- | ---- | -------------- |
| 17. April   | 1. Etappe Vuelta a Castilla y León        | 2.1  | Pello Bilbao   |
| 26. April   | Giro dell’Appennino                       | 1.1  | Omar Fraile    |
| 01. Mai     | 6. Etappe Türkei-Rundfahrt                | 2.HC | Pello Bilbao   |
| 03. Mai     | 8. Etappe Türkei-Rundfahrt                | 2.HC | Luis Mas       |
| 09. Mai     | 4. Etappe Quatre Jours de Dunkerque       | 2.HC | Omar Fraile    |
| 10. Mai     | 2. Etappe Vuelta a la Comunidad de Madrid | 2.1  | Carlos Barbero |
| 23. Mai     | 4. Etappe Tour of Norway                  | 2.HC | Amets Txurruka |
| 25. Juli    | Prueba Villafranca de Ordizia             | 1.1  | Ángel Madrazo  |
| 03. August  | 5. Etappe Volta a Portugal                | 2.1  | José Gonçalves |
| 04. August  | 1. Etappe Vuelta a Burgos                 | 2.HC | Carlos Barbero |
| 07. August  | 8. Etappe Volta a Portugal                | 2.1  | Eduard Prades  |
| 08. Oktober | Coppa Sabatini                            | 1.1  | Eduard Prades  |

### Abgänge – Zugänge
| Zugänge             | Team 2014             | Abgänge           | Team 2015        |
| ------------------- | --------------------- | ----------------- | ---------------- |
| Sergio Pardilla     | MTN Qhubeka           | Luis León Sánchez | Astana Pro Team  |
| Hugh Carthy         | Rapha Condor JLT      | Rubén Fernández   | Movistar Team    |
| Carlos Barbero      | Euskadi               | Marcos García     | Louletano-Ray    |
| José Gonçalves      | La Pomme Marseille 13 | Karol Domagalski  | Team Raleigh-GAC |
| Eduard Prades       | Matrix Powertag       | Davide Viganò     | Team Idea        |
| Ricardo Vilela      | OFM-Quinta da Lixa    | Iván Velasco      | Karriereende     |
| Miguel Ángel Benito | Neoprofi              | Ramón Domene      | Unbekannt        |
|                     |                       | Antonio Piedra    | Unbekannt        |

### Mannschaft
| Name                       | Geburtstag         | Nationalität           |              |
| -------------------------- | ------------------ | ---------------------- | ------------ |
| Francisco Javier Aramendia | 5. Dezember 1986   | Spanien                |              |
| David Arroyo               | 7. Januar 1980     | Spanien                |              |
| Carlos Barbero             | 29. April 1991     | Spanien                |              |
| Miguel Ángel Benito        | 21. September 1993 | Spanien                |              |
| Pello Bilbao               | 25. Februar 1990   | Spanien                |              |
| Hugh Carthy                | 9. Juli 1994       | Vereinigtes Königreich |              |
| Fabricio Ferrari           | 3. Juni 1985       | Uruguay                |              |
| Omar Fraile                | 17. Juli 1990      | Spanien                |              |
| José Gonçalves             | 13. Februar 1989   | Portugal               |              |
| Fernando Grijalba          | 14. Januar 1991    | Spanien                |              |
| Francesco Lasca            | 29. März 1988      | Italien                |              |
| Ángel Madrazo              | 30. Juli 1988      | Spanien                |              |
| Luis Mas                   | 15. Oktober 1989   | Spanien                |              |
| Antonio Molina             | 4. Januar 1991     | Spanien                |              |
| Sergio Pardilla            | 16. Januar 1984    | Spanien                |              |
| Heiner Parra               | 9. Oktober 1991    | Kolumbien              |              |
| Eduard Prades              | 9. August 1987     | Spanien                |              |
| Amets Txurruka             | 10. November 1982  | Spanien                |              |
| Ricardo Vilela             | 18. Dezember 1987  | Portugal               |              |
| Stagiaires                 | Stagiaires         | Nationalität           | Nationalität |
| Carlos Jiménez             | Carlos Jiménez     | Spanien                |              |
| Kyle Murphy                | Kyle Murphy        | Vereinigte Staaten     |              |
| Jaime Roson                | Jaime Roson        | Spanien                |              |